# Acanthogyrus similis
Acanthogyrus similis är en hakmaskart som först beskrevs av Wang 1980.  Acanthogyrus similis ingår i släktet Acanthogyrus och familjen Quadrigyridae. Inga underarter finns listade i Catalogue of Life.